# Tetiana Riżko
Tetiana Mykołajiwna Riżko-Sowa (ukr. Тетяна Миколаївна Ріжко; ur. 14 lutego 1998) – ukraińska zapaśniczka walcząca w stylu wolnym. Olimpijka z Paryża 2024, gdzie zajęła jedenaste miejsce w kategorii do 68 kg. Siódma na mistrzostwach świata w 2022 roku.
Mistrzyni Europy w 2022; druga w 2021 i 2024; trzecia w 2023. Zajęła piąte miejsce na igrzyskach wojskowych w 2019. Wygrała indywidualny Puchar Świata w 2020. Pierwsza w Pucharze Świata w 2022 i piąta w 2019. 
Trzecia na MŚ juniorów w 2018 i kadetów w 2015. Mistrzyni Europy U-23 w 2021. Druga na ME juniorów w 2018, pierwsza kadetów w 2013; trzecia w 2014 roku.